# Martin Kližan
Martin Kližan (Bratislava, Eslovaquia, 11 de julio de 1989) es un tenista profesional. En 2005 ganó el Campeonato de Europa Júnior en la categoría sub-16, tanto en individuales y en dobles con su compañero eslovaco Andrej Martin.
En 2006, ganó el Torneo de Roland Garros 2006 Júnior en individuales.
En 2012, llegó al puesto n.º 48 del mundo, y se clasificó automáticamente al Abierto de Estados Unidos, donde derrotó en primera ronda a Alejandro Falla por 6-4, 6-1, 6-2. En segunda ronda, consiguió su primera victoria sobre un Top10, al vencer a Jo-Wilfried Tsonga —n.º 6 del mundo— por 6-4, 1-6, 6-1, 6-3. En tercera ronda, siguió impresionando al vencer a otro francés, Jeremy Chardy —preclasificado n.º 32— por un triple 6-4. Así, su gran torneo terminó en la cuarta ronda (octavos de final) al perder ante el preclasificado n.º 12, Marin Čilić por 5-7, 4-6, 0-6.
Luego, a las dos semanas finalizado el US Open 2012, disputó el Torneo de San Petersburgo como tercer preclasificado. El eslovaco llegó a las semifinales sin perder un set. Allí derrotó al local y primer favorito, Mijaíl Yuzhny por 6-7(11), 6-4, 7-6(3) en tres horas y 49 minutos de juego, arribando a su primera final profesional ATP. En dicha final, Klizan venció a Fabio Fognini por 6-2, 6-3, y se convirtió el primer tenista eslovaco en ganar un título desde febrero de 2004 y en el primer campeón debutante en el ATP World Tour de la temporada 2012. Así, con su título, el tenista alcanzó el puesto n.º 33 del mundo.
El 27 de julio de 2013, consiguió su primer título de dobles al conquistar junto al español David Marrero el Torneo de Umag, venciendo a Nicholas Monroe y Simon Stadler en la final por 6-1, 5-7 y 10-7.
Desde entonces se ha consolidado entre los 50 mejores del mundo, cosechando además siete títulos más: cuatro en individuales (Múnich, Casablanca, Róterdam y Hamburgo) y tres en dobles (Niza, Río de Janeiro y Umag)
En 2024 volvió a la actividad tenística y ganó los Futures F3 de Grecia, F1 y F13 de España y F8 de Italia.

## Biografía
Su nombre completo Martin Klizan. Sobrenombre es "Klizko". Habla eslovaco, inglés, checo, croata, polaco y algo de ruso. Su padre Milan es el gerente general en una compañía eléctrica; su madre Darina es una profesora universitaria. Su hermana Natalia jugó al tenis hasta los 12 años, y ahora trabaja en Londres, Inglaterra. 
Comenzó a jugar a tenis a los tres años con su padre. Ganó Roland Garros en juveniles en 2006. Su superficie preferida es la arcilla...Su golpe favorito es el drive. Sus ídolos fueron Marat Safin y Goran Ivanišević. Entre sus pasatiempos están los computadores, fútbol, floorball y hockey sobre hielo. Su primo Radovan Kaufman ganó la medalla de oro en los Juegos Paralímpicos de Sídney 2000 en bicicleta. Su preparador físico es Ivan Trebaticky y su entrenador Martin Damm.

## Carrera ATP

### Inicios
2007 fue el año en el que llegó a su primera final en el Future en Rumania F1 (perdiendo contra Niels Desein). No pudo clasificar a Roland Garros y Los Ángeles. Debutó en ATP en Washington, donde venció a Konstantinos Economidis antes de caer con Gael Monfils en segunda ronda. En 2008, llegó a una final Future en Croacia F1 (perdiendo ante Franko Skugor). Terminó el año como n.º 606.
En 2009, ganó Futures consecutivos en agosto en Eslovaquia F1 (ganando a Jiri Skoloudik) e Italia F23 (venciendo a Philipp Oswald). También fue finalista en Kazajistán F1 (perdiendo ante el kazajo Alexey Kedryuk) y F2 (perdiendo contra su compatriota Marek Semjan). Terminó el año como n.º 234 del mundo.

### 2010
Ganó primer título ATP Challenger Series en Bratislava (venciendo a Stefan Koubek) en noviembre. Ganó dos Futures en Marruecos F1 (derrotando a Alberto Brizzi) y Kuwait F2 (ganando a Mijaíl Vasíliev).
No pudo clasificar al Abierto de Australia, Múnich, Roland Garros, ni Torneo de Umag, pero sí clasificó a Casablanca donde venció al n.º 70 Aleksandr Dolgopólov en primera ronda, perdiendo con el n.º 23 Stan Wawrinka en la segunda ronda. Debutó en Grand Slam como clasificado en el US Open, donde perdió con el n.º 24 Juan Carlos Ferrero en el primer partido.

### 2011
Clasificó a Belgrado en abril y perdió con el chileno Fernando González en la primera ronda. No pudo clasiifcar a Wimbledon. 
Ganó título ATP Challenger Tour en Génova (venciendo al argentino Leonardo Mayer). También fue finalista en Roma (perdiendo con Thomas Schoorel) y San Marino (venciendo a Potito Starace). Clasificó al primer torneo Finales ATP Challenger Tour en noviembre en Sao Paulo. Entró al Top 100 por primera vez en el n.º 86 el 12 de septiembre.

### 2012
El n.º 1 de Eslovaquia tuvo una espléndida temporada, ganando su primer título ATP World Tour en San Petersburgo (venciendo a Fabio Fognini) y finalizando en el Top 50. Se convirtió en el primer eslovaco ganador desde Dominik Hrbaty en Marsella en 2004. Fue votado por los compañeros tenísticos como el Recién Llegado del Año. Antes de 2012, nunca había ganado partidos seguidos o alcanzado cuartos de final en un evento ATP World Tour.
En arcilla, avanzó a su primera semifinal ATP World Tour en Kitzbühel (perdiendo ante Robin Haase) y en Grand Slam en el US Open, alcanzó la segunda semana (cuarta ronda), logrando su primera victoria ante un Top 10 sobre el n.º 6 Jo-Wilfried Tsonga en segunda ronda (perdiendo ante Marin Čilić). Tras el US Open, ganó dos partidos de Copa Davis contra Portugal y luego perdió tan solo un set en su camino al título en pista cubierta en San Petersburgo.
En la primera mitad de la temporada, ganó 4 títulos Challenger en arcilla y completó un registro de 28-5, ganando de modo consecutivo en Rabat (venciendo a Filippo Volandri) y Challenger de Marrakech (derrotando a Adrian Ungur). En mayo, llegó a la final en Praga (perdiendo ante Horacio Zeballos) y siguió con el título en Burdeos (venciendo a Teimuraz Gabashvili). En agosto, ganó el título en San Marino (ganando al local Simone Bolelli). 
Hizo su debut en Wimbledon y derrotó a Juan Ignacio Chela 11-9 en el quinto set y perdió ante Viktor Troicki en la siguiente ronda en 5 sets. 
Completó un registro de 13-7 en dura, 5-5 en arcilla, y 1-3 en hierba. Ganó un premio máximo en su carrera de 462.599$.

### 2013
El n.º 2 eslovaco (tras el n.º 81 Luckas Lacko). Finalizó justo fuera del Top 100 y sus mejores resultados fueron una semifinal de nuevo en Casablanca (perdiendo ante Kevin Anderson) y cuartos de final en Róterdam (retirado en su partido contra Gilles Simon debido a calambres) y Umag (perdiendo ante Fabio Fognini). Alcanzó un puesto más alto de su carrera como  n.º 26 el 4 de marzo. 
Ganó su único partido de Grand Slam en Roland Garros (venciendo a Michael Russell por abandono, perdiendo ante el posterior campeón Rafael Nadal) y perdió en primera ronda en el Abierto de Australia (derrotado por Daniel Brands), Wimbledon (perdiendo ante Tomáš Berdych) y US Open (cayendo ante Donald Young) donde perdió un puñado de puntos.  Tras el US Open, luchó contra una lesión de muñeca y no regresó hasta finales de octubre (se perdió 6 semanas) y se retiró de San Petersburgo donde era el campeón defensor (su ranking bajó desde el 65 al 103). 
En dobles, ganó su primer título ATP en Umag (con el español David Marrero). 
Completó un registro de 7-9 en arcilla, 4-13 en dura y 1-2 en hierba. Marcó 0-3 contra rivales Top 10 y su victoria más alta llegó contra el n.º 44 Viktor Troicki en Eastbourne. Ganó un premio máximo en su carrera de 513.019$ y sobrepasó 1 million de $ en su carrera.

### 2014
El mejor jugador de Eslovaquia, volvió a Top 100, ganando 77 pestos de clasificación durante el para terminar como n.º 34. 

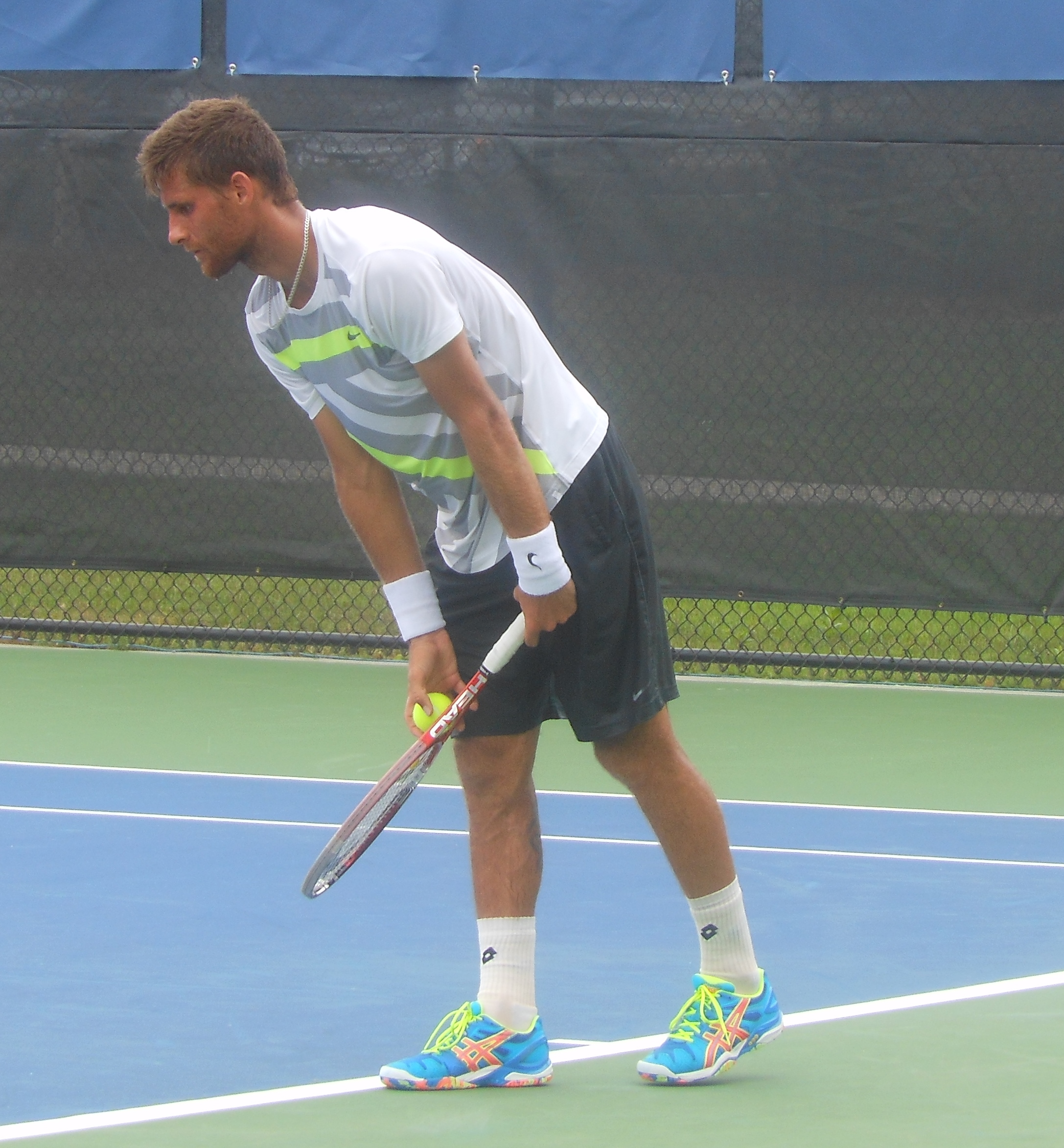
Klizan al servicio en el Torneo de Winston-Salem 2014.

Consiguió su segundo títuolo ATP World Tour en Múnich como calificador a principios de mayo (ganando al n.º 16 Tommy Haas en semifinales, y al n.º 15 Fabio Fognini en la final, curiosamente al mismo rival al que le ganó en la final de San Petersburgo). 
A su vez, consiguió la mejor victoria de su carrera sobre el n.º 2 Rafael Nadal en el camino a semifinales de Pekín como calificador en octubre (perdiendo finalmente ante Tomáš Berdych). Además, llegó a cuartos de final en São Paulo a finales de febrero (derrotado por el local Thomaz Bellucci) y Eastbourne en junio (perdiendo ante Richard Gasquet). 
En Gran Slam, cayó en tercera ronda en el Abierto de Australia como clasificador (perdiendo ante el sorprendente francés Stéphane Robert) y Roland Garros (venciendo al n.º 10 Kei Nishikori en primera ronda, cayendo ante Marcel Granollers), segunda ronda en el US Open (perdiendo ante Tomáš Berdych en 5 sets) y primera ronda en Wimbledon (perdiendo contra Rafael Nadal). 
En dobles ganó en Niza con el austríaco Philipp Oswald el segundo título de su carrera en la modalidad (derrotando a Rohan Bopanna y Aisam-ul-Haq Qureshi). 
Compiló registros de 13-4 sobre arcilla, 10-8 en pista dura y 2-2 en la hierba. Acabó 2-4 contra rivales Top 10 y ganó el máximo premio en dinero de su carrera con $714.798.

### 2015
Klizan jugó en el Abierto de Australia 2015 como cabeza de serie n.º 32. Se retiró de su partido de segunda ronda contra João Sousa por problemas en su pierna derecha.
Klizan ganó su tercer título de dobles en Río Abierto, asociándose de nuevo con el austríaco Philipp Oswald.
Jugó dos partidos de individuales y también un partido de dobles en la Copa Davis ante Eslovenia. Eslovaquia ganó 5-0. Originalmente la nominación de Eslovaquia se anunció sin Klizan, pero más tarde cambió su decisión y decidió jugar en el partido de Copa Davis.
En abril, Klizan ganó su tercer título ATP en Casablanca, luego de derrotar al español Daniel Gimeno en la final por un claro 6-2, 6-2. En Barcelona llegó a semifinales, donde perdió ante el eventual campeón Kei Nishikori.
En Roland Garros 2015, Klizan derrotó al joven francés Frances Tiafoe en la primera ronda y perdió ante Gilles Simon en la segunda ronda. Luego recibió invitación especial para el Challenger de Prostějov. Derrotó a su compañero de juego de Eslovaquia Norbert Gombos en la primera ronda, pero perdió en segunda ronda con el joven jugador serbio Laslo Djere.
En Wimbledon, Klizan perdió en la primera ronda ante Fernando Verdasco, luego de más de cinco horas de partido. En julio, Klizan jugó para Eslovaquia en la Copa Davis de nuevo. Ganó sus dos sencillos ante Rumania. 
En el US Open ganó su primer partido contra Florian Mayer; pero en la segunda ronda perdió ante la semilla 27 Jérémy Chardy. 
Su último resultado destacado del año, fue en septiembre, donde llegó a semifinales en Metz cayendo ante Gilles Simon, tras haber derrotado en cuartos de final a Guillermo García-López en uno de los mejores partidos del año.

### 2016
Klizan comenzó la temporada cayendo en primera ronda tanto en Doha como en Sídney. En la primera ronda del Abierto de Australia perdió en un partido de cinco sets ante la semilla 24 Roberto Bautista.
En febrero, Klizan alcanzó semifinales en Sofía, donde perdió ante Viktor Troicki.
Posteriormente ganó su cuarto título en Róterdam (primero de categoría 500 en su trayectoria), superando a Gaël Monfils en la final, al regresar de un set abajo. En su camino hacia el título, Klizan salvó ocho puntos de partido (cinco en contra de Roberto Bautista en cuartos de final y tres ante Nicolas Mahut en semifinales).
Luego sufrió una lesión en segunda ronda de Indian Wells ante Fernando Verdasco en su muñeca, lo que le obligó a parar dos meses y perderse toda la gira de tierra batida.
Pudo reaparecer muy justo de forma en Roland Garros, pero acusó su clara inactividad perdiendo ante el japonés Taro Daniel, luego de haber ganado incluso los dos primeros sets de forma muy clara.

## Títulos ATP (10; 6+4)

### Individual (6)
| Leyenda                   |
| Grand Slam (0)            |
| ATP World Tour Finals (0) |
| ATP Masters 1000 (0)      |
| ATP World Tour 500 (2)    |
| ATP World Tour 250 (4)    |

| Nº | Fecha                    | Torneo          | Superficie    | Oponente en la final | Resultado        |
| 1. | 23 de septiembre de 2012 | San Petersburgo | Dura (i)      | Fabio Fognini        | 6-2, 6-3         |
| 2. | 4 de mayo de 2014        | Múnich          | Tierra batida | Fabio Fognini        | 2-6, 6-1, 6-2    |
| 3. | 12 de abril de 2015      | Casablanca      | Tierra batida | Daniel Gimeno        | 6-2, 6-2         |
| 4. | 14 de febrero de 2016    | Róterdam        | Dura (i)      | Gaël Monfils         | 6-7(1), 6-3, 6-1 |
| 5. | 17 de julio de 2016      | Hamburgo        | Tierra batida | Pablo Cuevas         | 6-1, 6-4         |
| 6. | 4 de agosto de 2018      | Kitzbühel       | Tierra batida | Denis Istomin        | 6-2, 6-2         |

#### Finalista (1)
| Nº | Fecha                    | Torneo          | Superficie | Oponente en la final | Resultado |
| 1. | 23 de septiembre de 2018 | San Petersburgo | Dura (i)   | Dominic Thiem        | 3-6, 1-6  |

### Dobles (4)
| Leyenda                   |
| Grand Slam (0)            |
| ATP World Tour Finals (0) |
| ATP Masters 1000 (0)      |
| ATP World Tour 500 (1)    |
| ATP World Tour 250 (3)    |

| Nº | Fecha                 | Torneo         | Superficie    | Pareja         | Oponentes en la final              | Resultado        |
| 1. | 27 de julio de 2013   | Umag           | Tierra batida | David Marrero  | Nicholas Monroe Simon Stadler      | 6-1, 5-7, [10-7] |
| 2. | 24 de mayo de 2014    | Niza           | Tierra batida | Philipp Oswald | Rohan Bopanna Aisam-ul-Haq Qureshi | 6-2, 6-0         |
| 3. | 22 de febrero de 2015 | Río de Janeiro | Tierra batida | Philipp Oswald | Pablo Andújar Oliver Marach        | 7-6(3), 6-4      |
| 4. | 23 de julio de 2016   | Umag           | Tierra batida | David Marrero  | Nikola Mektić Antonio Šančić       | 6-4, 6-2         |

## Torneos deGrand Slam

### Clasificación
| Torneo                                                                                                  | 2010 | 2011 | 2012 | 2013 | 2014 | 2015 | 2016 | 2017 | 2018 | 2019 | 2020 | 2021 | G-P   | Títulos |
| --- | ---- | ---- | ---- | ---- | ---- | ---- | ---- | ---- | ---- | ---- | ---- | ---- | ----- | ------- |
| Australian Open                                                                                         | Q1   | -    | -    | 1R   | 3R   | 2R   | 1R   | 1R   | -    | 1R   | Q1   | Q1   | 3-5   | 0       |
| 'Roland Garros'                                                                                         | Q3   | -    | 2R   | 2R   | 3R   | 2R   | 1R   | 2R   | 2R   | 3R   | Q2   | Q1   | 9-8   | 0       |
| 'Wimbledon'                                                                                             | -    | Q1   | 2R   | 1R   | 1R   | 1R   | 1R   | 1R   | -    | 1R   | ND   |      | 1-7   | 0       |
| 'US Open'                                                                                               | 1R   | -    | 4R   | 1R   | 2R   | 2R   | 1R   | -    | -    | 1R   | -    | -    | 5-7   | 0       |
| Total                                                                                                   | 0-1  | 0-0  | 5-3  | 1-4  | 5-4  | 3-4  | 0-4  | 1-3  | 1-1  | 2-4  | 0-0  |      | 18-28 | 0       |
| Leyenda: G: Torneo ganado; F: Finalista; SF: Semifinalista; CF: Cuartos de final; G-P: Ganados-Perdidos |      |      |      |      |      |      |      |      |      |      |      |      |       |         |

## Títulos Challenger

### Títulos (7)
| N.º | Fecha                    | Torneo         | Superficie    | Oponente en la final | Resultado     |
| --- | ------------------------ | -------------- | ------------- | -------------------- | ------------- |
| 1.  | 21 de noviembre de 2010  | Bratislava     | Dura          | Stefan Koubek        | 7–6(4), 6–2   |
| 2.  | 11 de septiembre de 2011 | Génova         | Tierra batida | Leonardo Mayer       | 6–3, 6–1      |
| 3.  | 17 de marzo de 2012      | Rabat          | Tierra batida | Filippo Volandri     | 6–2, 6–3      |
| 4.  | 24 de marzo de 2012      | Marrakech      | Tierra batida | Adrian Ungur         | 3–6, 6–3, 6–0 |
| 5.  | 20 de mayo de 2012       | Burdeos        | Tierra batida | Teimuraz Gabashvili  | 7–5, 6–3      |
| 6.  | 12 de agosto de 2012     | San Marino     | Tierra batida | Simone Bolelli       | 6–3, 6-1      |
| 7.  | 4 de marzo de 2018       | Indian Wells 2 | Dura          | Darian King          | 6–3, 6-3      |

### Finalista (3)
| N.º | Fecha                | Torneo       | Superficie    | Oponente en la final | Resultado        |
| --- | -------------------- | ------------ | ------------- | -------------------- | ---------------- |
| 1.  | 17 de abril de 2011  | Roma         | Tierra batida | Thomas Schoorel      | 5–7, 6–1, 3–6    |
| 2.  | 14 de agosto de 2011 | San Marino   | Tierra batida | Potito Starace       | 1–6, 0–3, retiro |
| 3.  | 13 de mayo de 2012   | Praga        | Tierra batida | Horacio Zeballos     | 6–1, 4–6, 6–7(6) |
| 4.  | 30 de marzo de 2014  | Barranquilla | Tierra batida | Pablo Cuevas         | 3–6, 1-6         |